# Replaceable You
"Replaceable You" (Os Substitutos no Brasil) é o quarto episódio da 23ª temporada do seriado de animação The Simpsons. Foi exibido originalmente em 6 de novembro de 2011, na Fox Broadcasting Company. No Brasil, o episódio foi lançado em 18 de março de 2012. O episódio foi escrito por Stephanie Gillis e dirigido por Mark Kirkland. Teve como convidada especial a atriz Jane Lynch que interpretou Roz.

## Enredo
Homer fica, inicialmente, feliz em receber uma nova assistente organizada e simpática na Usina Nuclear de Springfield, uma mulher alta de Ohio chamada Roz Davis. No entanto, quando Homer abandona seu turno para ir ver um filme (uma paródia de Paul Blart: Mall Cop) com Barney, Roz delata tudo isso ao Sr. Burns, que rebaixa Homer para o cargo de Roz e dá a posição de Homer a Roz. Roz continua a encantar os clientes regulares  Bar do Moe, enquanto encontra mil de maneiras de tornar o trabalho de Homer mais difícil e escravizante. Depois de ver como Homer está deprimido, Ned revela que  conheceu Roz num grupo cristão de Ohio, e quando Ned deu-lhe um abraço de parabéns por ter vencido uma "corrida não divertida", ele descobriu que Roz não suporta nenhum contato físico. Quando Roz ganha o prêmio "Trabalhador do Milênio" na fábrica, Homer manipula Burns para que dê um abraço em Roz. Ela começa a espancar Burns e é demitida. Roz então elogia Homer por ser muito mais inteligente do que ela esperava, em termos que Homer não entende muito bem.
Na subtrama, Bart não está pronto para a próxima feira de ciências da escola. Ele aceita trabalhar com Martin Prince e depois que Bart tem uma ideia geral - robótica legal - Martin faz todo o trabalho e constrói uma adorável foca robótica para bebês (no entanto, é revelado que quando a fiação é adulterada, eles se tornam agressores violentos). O projeto ganha o primeiro lugar na Feira, para a fúria de Lisa. Quando ela vai ao Castelo de Aposentados de Springfield reclamar da injustiça com o vovô, o idoso vê o brinquedo  visivelmente animar Jasper e o valor da invenção torna-se claro. Todos os idosos recebem seus próprias focas e se tornam mais felizes e saudáveis, o que irrita um consórcio de empresas locais (lideradas pela agência funerária local) que querem que os idosos voltem a ser infelizes e morram mais depressa. O grupo descobre o segredo da fiação e refaz as focas para que sua fúria retorne, causando até a morte da Sra. Glick. O chefe Wiggum apreende todas as focas robóticas. Bart e Martin pedem a ajuda do professor Frink, que então consegue um grupo maior de nerds para invadir remotamente o software do robô e torná-los legais novamente. Eles conseguem e, como resultado, o chefe Wiggum libera todos os brinquedos, que voltam para o asilo.

## Produção

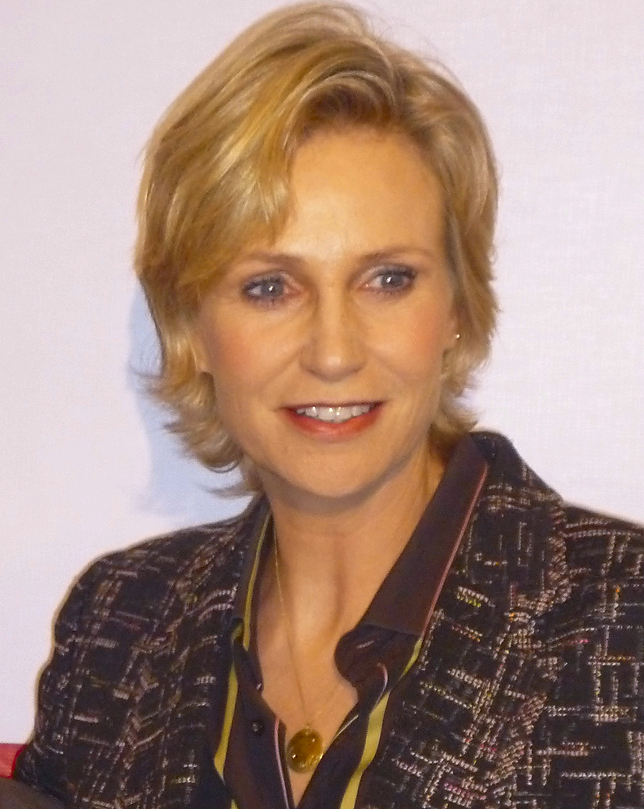
Jane Lynch estrelou o episódio como Roz.

Lynch gravou suas cenas ao lado de Dan Castellaneta, voz do Homer. Em uma entrevista para o site Hollywood Outbreak, ela comentou que "era incrível de vez em quando olhar para o rosto dele e dizer 'Meu Deus, é esse cara que faz aquela voz'."
Lynch confessou que participar dos Simpsons foi um dos melhores momentos de sua carreira, declarando-se fã da série.